# Prolepsis indecisa
Prolepsis indecisa là một loài ruồi trong họ Asilidae. Prolepsis indecisa được Lamas miêu tả năm 1973. Loài này phân bố ở vùng Tân nhiệt đới.